# Амами (острова)
Ама́ми (яп. 奄美群島 Амами-гунто:) — группа островов в Тихом океане, входящих в архипелаг Нансэй. Принадлежат Японии. В отличие от других островов Рюкю, острова Амами административно входят не в префектуру Окинава, а в префектуру Кагосима. Диалект, на котором говорят жители островов Амами, относится к группе языков Рюкю.
Общая площадь составляет 1238,25 км².

## География
Всего в архипелаг Амами входят 8 обитаемых и 48 необитаемых островов.
Обитаемые:
- Амами-Осима (奄美大島)[1]
- Кикайдзима (или Кикай-сима, 喜界島)[1]
- Какеромадзима (加計呂麻島)[1]
- Йоросима (или Ёродзима, 与路島)[1]
- Укесима (Укэдзима, 請島)[1]
- Токуносима (徳之島)[1]
- Окиноэрабудзима (沖永良部島)[1]
- Ёрондзима (与論島)[1]

Необитаемые:
- Эдатекудзима (枝手久島)
- Эниябанаредзима (江仁屋離島)
- Сукомодзима (須子茂島)
- Киямадзима (木山島)
- Хаммясима (ハンミャ島) и прочие.

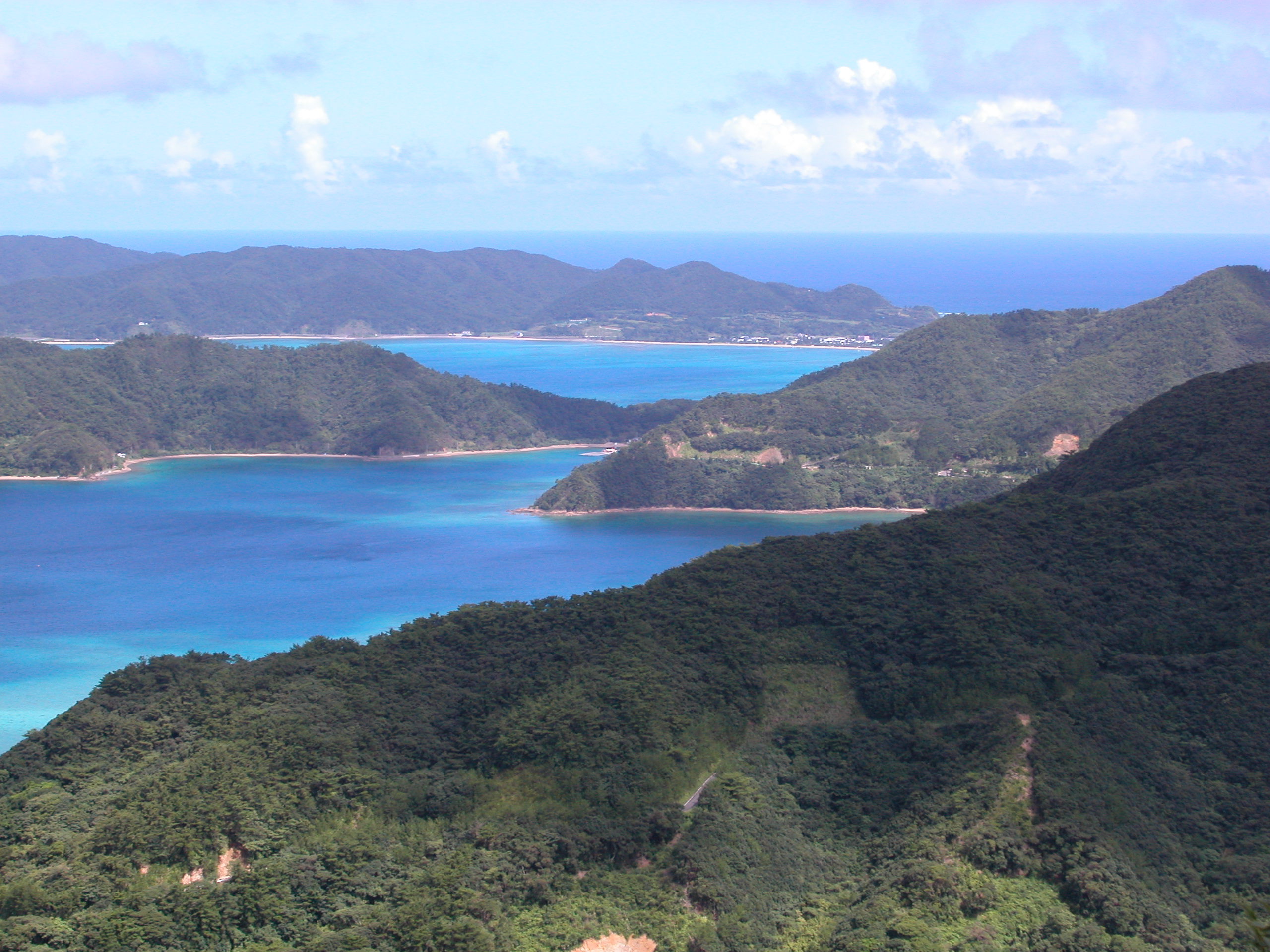
Остров Амами-Осима

На островах до сих пор сохранились уникальные, эндемичные виды животных: лазающий кролик Амами (лат. Pentalagus furnessi) и амамийский вальдшнеп (лат. Scolopax mira).

## История
С 1945 по 1953 год острова были оккупированы американцами. На Рождество в 1953 году были возвращены Японии.